# Song Mbog
Pour les articles homonymes, voir Mbog.
Song Mbog est un village du Cameroun, rattaché à la commune de Nyanon, situé dans le département de la Sanaga-Maritime et la région du Littoral. Il est situé sur la route qui lie Edéa à Pouma et Yaoundé, à 22 km d'Edéa. 

## Population et développement
En 1967, la population de Song Mbog était de 447 habitants, essentiellement des Bassa. La population de Song Mbog était de 594 habitants dont 140 pour Song Mbog I et 454 pour Song Mbog II, lors du recensement de 2005.  